# Fonte Kugel

Princípio de funcionamento de uma fonte Kugel
(A) A água que flui entre a esfera e seu suporte moldado levanta a bola ligeiramente.
(B) A água flui pelas laterais para um reservatório.
(C) A água é bombeada de volta em um ciclo infinito.
(D) Bomba.
(E) A bola pode ser facilmente movida com a mão.

Uma fonte de kugel (também chamada de fonte de bola flutuante ou pelo nome pleonasmático de bola kugel ) é uma estrutura onde uma esfera fica em uma cavidade esférica em um pedestal e é sustentada por aquaplanagem em uma fina película de água. 
''Kugel'' é a palavra alemã para bola ou esfera.
A água pressurizada flui entre a esfera e o soquete, criando um mancal hidrostático mecânico quase sem atrito. A esfera pode pesar milhares de quilos, mas o rolamento eficiente permite que ela gire com a força de uma mão.  A esfera não flutua, já que é mais densa que a água; ela geralmente é feita de granito.  A hidráulica da fonte pode ser controlada de modo que o eixo de rotação da esfera mude continuamente.  Esculturas em forma de anéis que giram em torno de um eixo também são construídas.  
Fontes de Kugel podem ser encontradas pelo mundo todo. Muitas estão em destinos turísticos populares, como museus de ciências, centros comerciais, saguões e jardins.